# Symplectoscyphus neglectus
Symplectoscyphus neglectus is een hydroïdpoliep uit de familie Sertulariidae. De poliep komt uit het geslacht Symplectoscyphus. Symplectoscyphus neglectus werd in 1879 voor het eerst wetenschappelijk beschreven door Thompson. 